# Tomasz Dłuski
Tomasz Alojzy Dłuski z Długiego herbu Nałęcz (ur. 1713 w Lublinie, zm. 1800) – podkomorzy lubelski w 1765 roku, łowczy lubelski w 1750 roku, sędzia grodzki lubelski w latach 1758-1765, regent grodzki lubelski w latach 1744-1750, prawnik i polityk, poseł Sejmu Wielkiego, kawaler orderu świętego Stanisława (1781), członek Lubelskiej Komisji Boni Ordinis w 1780 roku, prezydował komisji porządkowej lubelskiej w czasie insurekcji kościuszkowskiej w 1794 roku, konsyliarz województwa lubelskiego w konfederacji targowickiej w 1792 roku, asesor Komisji Skarbu Jego Królewskiej Mości w 1768 roku.

## Życiorys
Urodził się w 1713 roku w Lublinie, gdzie pobierał nauki w Szkołach Jezuickich. W służbie u Augusta Czartoryskiego zdobył wpływy i majątek. Był doradcą prawnym i mówcą politycznym całej „Familii”. Jego żoną została Klara Olędzka (ur. 1710).
W 1744 roku został rejentem grodzkim lubelskim. W 1750 roku uzyskał tytuł łowczego. Poseł na sejm 1762 roku z województwa lubelskiego. W 1762 roku został sędzią grodzkim, a w 1765 roku ostatnim podkomorzym lubelskim. Był sekretarzem konfederacji koronnej w konfederacji Czartoryskich w 1764 roku i posłem inflanckim z Korony na sejm konwokacyjny 1764 roku. W czasie elekcji 1764 roku został sędzią generalnego sądu kapturowego. Był elektorem Stanisława Augusta Poniatowskiego w 1764 roku z powiatu urzędowskiego i posłem lubelskim na sejm elekcyjny. Poseł na sejm koronacyjny 1764 roku z powiatu toruńskiego. W 1764 roku na sejmie koronacyjnym wyznaczony do komisji do compositio inter status. Poseł na Sejm Czaplica w 1766 roku z województwa lubelskiego. Często przebywał w otoczeniu króla Stanisława Augusta Poniatowskiego. Komisarz z rycerstwa Komisji Skarbowej Koronnej w 1769 roku.
Posiadał liczne dobra na Wołyniu. W 1763 roku kupił połowę dóbr Niedrzwica Duża od Wolskiego. Dłuski w 1787 roku dokupił do swego majątku całą wieś Niedrzwicę Kościelną za 196 tysięcy złotych polskich. W Niedrzwicy Kościelnej ufundował neoklasycystyczny kościół.
Z powodu nieprzystąpienia do konfederacji barskiej, jego dobra zostały splądrowane, a na majątek został nałożony sekwestr.
Tomasz Dłuski był też posłem województwa lubelskiego na Sejm Czteroletni w 1790 roku, ale zaznaczył się jako zdecydowany przeciwnik jakichkolwiek reform. W 1790 roku był członkiem Komisji Porządkowej Cywilno-Wojskowej dla ziemi lubelskiej i powiatu urzędowskiego województwa lubelskiego. Był ponadto niechętny Konstytucji 3 Maja, wobec której wystosował protest.
Był konsyliarzem konfederacji targowickiej województwa lubelskiego, później mianowany konsyliarzem konfederacji generalnej koronnej. Był ostatnim podkomorzym lubelskim. Delegowany ze stanu rycerskiego do sądów ultimae instantiae konfederacji targowickiej w 1792 roku
Zmarł w 1800 roku i został pochowany wraz z żoną, Klarą z Olędzkich, w kościele w Niedrzwicy Kościelnej.
Po śmierci Tomasza spadkobiercą dóbr niedrzwickich, jako dobry gospodarz, został syn, Józef Dłuski.
Dziećmi Tomasza byli:
- Kanut Dłuski (ur. 1730), starosta zwoleński
- Sebastian Dłuski (ur. 1740, zm. 1807), członek Sejmu Wielkiego, starosta lubelski Łukowa (1766), jego żoną była Joanna Aleksandra Korwin-Krasińska (ur. 1760) z Krasnego h. Ślepowron (Korwin)
- Józef Dłuski, którego żoną była Marianna Kownacka (ur. 1760)
- Antoni Dłuski (ur. 1750)
- Remigian Dłuski (ur. 1750)